# Караїмське народне вбрання
Караїмське народне вбрання — традиційне вбрання караїмів, яке, зазнаючи кримськотатарських, турецьких, українських впливів, зберегло самобутні риси.
Караїми вдягались в традиційно-східний одяг, за своєю основою близький до вбрання кримських татар.

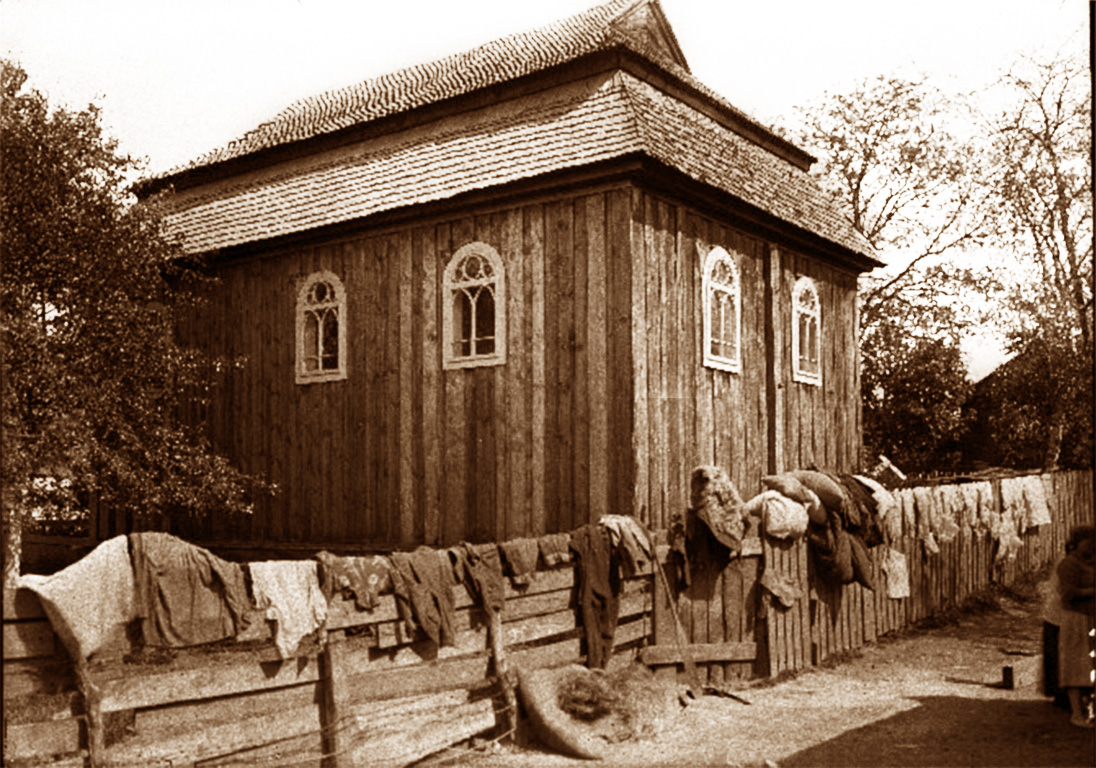
Сушіння одягу караїмів на паркані перед луцькою кенасою

## Жіноче вбрання
Традиційне жіноче вбрання складалось з довгої, до п'ят, однокольорової сукні, зеленого або блакитного кольорів, манишка яка була вишита рослинним візерунком. Сукня в межах талії стягувалась поясом з шовку, на якій була металева пряжка у вигляду двох опуклих сфер. Караїмський пояс був обов'язковим атрибутом жіночого костюма.
У давнину караїмські жінки носили шальвари (шаровари) з токмебалаклі шальваром (широкий напуск), які до початку XX ст. майже вийшли з ужитку. З шальварами носили довгу білу шовкову сорочку, поверх якої надягали довгий каптан (антера), який нагадував формою сукню.
Поверх сукні караїмки надягали оксамитові кофтини (фермам, кирха), довжиною до талії та без застібок на основі, з довгими широкими рукавами. Кофтини розшиті традиційним караїмським візерунком.
Кирха — оксамитова коротка кофта без ґудзиків — шилася з темної (темно-синьою, темно-зеленою, темно-червоною або коричневою, найчастіше кавового кольору) тканини, головним чином використовували оксамит, вишита золотого кольору нитками, досить складним рослинним або геометричним караїмським візерунком. До цього костюму підбиралися також розкішні металеві прикраси — намиста з золотих монет або цільні металеві намиста у вигляді квітів.
У традиційному караїмському жіночому костюмі існувало два типи верхнього одягу — для загального використання у приміщенні та для виходу на вулицю або двір. У приміщенні носили верхню сукню капама, при виході на вулицю вдягали поверх неї накидку, яка за своєю формою та типом схожа на мантію (джубе, бенюш); Взимку джубе заміняла коротка шубка (кюрк), а крім неї надягали довгу та широку шубу — струм.
Традиційно парадний одяг розшивали за коміром, на кутках рукавів і подолу золотими та срібними нитками, застосовували мотузок.
Як головний убір використовувався круглий та плоский, прикрашений бахромою, бісером та монетами оксамитовий капелюшок (фес). Висота його — 5-6 см — передбачала трохи опуклий верх; шили її з шовку або оксамиту, переважно зеленого, блакитного або бордового кольору, розшивали золотими або срібними нитками.
Як прикрасу фесу, використовували плетену перлами сітку (берчем багі), з боків прикрашали пробитими вислими золотими монетами, переважно турецькими. Зверху фесу інколи розміщувався легкий шарфик. Заможні караїмки дозволяли собі зробити на правій стороні фесу вишивку перлами у вигляді зірки, з гострими закінченнями, які звисали донизу частиною вільної кінцівки використовували і дорогоцінне каміння з золотими підвісками в кінцівках.
У повсякденному житті караїмки носили темний фес, прикрашений бахромою, або різного роду пов'язками, які були доволі часто вишиті золотими нитками. На лоб пов'язували довгий вузький шовковий шарфик (чембер), на голову надівали складену у вигляді тюрбана хустку (емені) або довгий широкий шарф (марама).
Як святкові вуалі караїмки носили, затуляючи обличчя, червоний шовк (ал-чоткі) та розшитий золотими нитками шовковий тюль (дюл'-бент).
На лобі караїмки носили особливо оздобу у вигляді діадеми, яка складалась з позолоченої срібної пластини з накресленої на ній давньоєврейськими письменствами або арабськими висловами, що мали символічне значення в житті караїмів.
Як прикрасу караїмки носили браслети — золоті з дорогоцінними каменями, сережки — мигдалевидні (ботеке) та у вигляді гвоздичної квітки з підвішеними на золотий нитці трьома-п'ятьма великими перлинами (беш бутаклі каранфіль сірга).
Груди та ключиці караїмської жінки, залежно від достатку сім'ї, прикрашали перлові намиста (топ інджія), кулони з крученого золота (герданлик ім іши), перлова сітка (інджія кафес). Обов'язковою прикрасою навіть найбідніших караїмок були намиста — з монет, нанизані в кілька рядів.
Як взуття носили м'які витончені ф'янові чобітки, розшиті мішурою (ішлеме місць), поверх яких надягали тверді туфлі без задників, також розшиті мішурою (шілеме папучі). Як домашнім взуттям користувалися дерев'яними ходунками, з високими дерев'яними невеликими каблуками та підошвою (наліх). Повсякденні наліхи були з простого дерева, без жодної прикраси, святкове взуття прикрашалося інкрустацією з перламутру та черепахи.
Ошатний національний одяг надягали в особливо урочистих випадках, його мала кожна караїмка, в тому числі й найбідніша. Бідні дівчата та сироти при його відсутності отримували його при одруженні від заможних родичів, і намагалися зберегти та передати як спадщину і придане дочкам та онукам, тим самим караїмський одяг формував архаїчні риси.

## Чоловіче вбрання

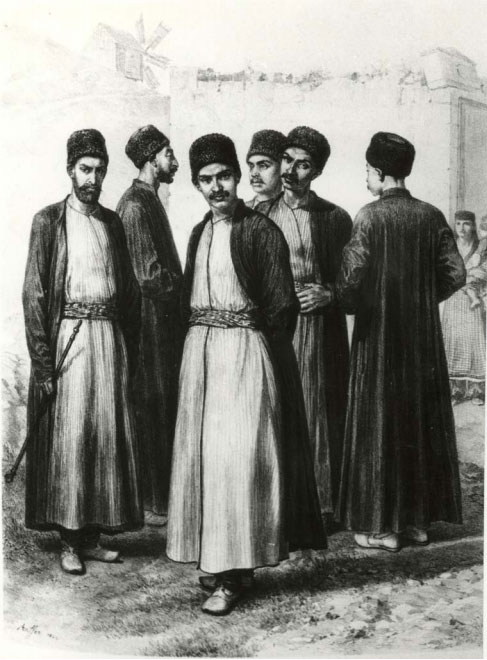
Чоловіки караїми у національному вбранні, Феодосія 1837 р.

Традиційний чоловічий костюм складався з шароварів (шальвари), широких по ширині та звужених донизу, нижньої шовкової сорочки, каптана (антера) або середньої довжини халату (смугастого), перетягненого шовковим або срібним поясом; пізніше стали використовувати ремені. Поверх каптана надягалась коротка, до поясу, кацавейці з короткими рукавами (фермана, кірха), зверху надягалась мантія (джубе, бонюш), до п'ят. Верхній чоловічий одяг шився з темних тканин.
У давнину як головні убори використовували високий шестигранний ковпак (каук). Пізніше його замінила кругла, з плоским денцем, порівняно висока шапка, зшита з темної каракулі або смушки з пензлем. Обрамляли чоловічий одяг у караїмів згідно з їхнім східним звичаєм, як і в жіночому костюмі, використовувалися виключно рослинний чи геометричний караїмський орнамент.
Взуття чоловіків була сезонним: влітку носили витончені шкіряні туфлі (каварле) та грубі, але також шкіряні (катири), взимку — чоботи (чізмена) та м'які ф'яновіе чобітки (місць), поверх яких при необхідності надягали атьгри. На випадок негоди взуття шилось з високими дерев'яними колодками, на каблуки чоловічих чобіт набивалися залізні підкови, які оберігали шкіряну набивку від стирання та служили своєрідними шпорами при їзді верхи.
Особливою популярністю користувалися чарики, взуття, яке зшите з одного шматка шкіри, з гострими кінцівками та прошита тонкими шкіряними ремінцями, які затягувалися, а вільні кінці обмотувалися навколо гомілок. Чарики взувалися на вовняні шкарпетки або на онучі, в процесі носіння вони набували форму ступні і ставали дуже еластичними.
Національним головним убором була чорна кругла каракулева невисока шапка, у старшого покоління збереглася до наших днів, одягається на свята та сумні події. Святковий одяг шився з коштовного світлого матеріалу, розшивався сріблом та золотом, прикрашався національним орнаментом.

## Інформація про вбрання караїмів
У багатьох фондах музеїв Москви та Санкт-Петербурга є національний одяг кримських караїмів, але він не виставляється. Є тільки одна етнографічна виставка, яка розміщена у литовському Тракаї, діє постійно та представлена широким спектром експонатів.
Предмети національного одягу збережені караїмами в Польщі та Литві в емігрантських родинах, які покинули Крим в період перших визвольних змагань, в Туреччині, Франції, Румунії, Болгарії, США та Швейцарії. У Літературі немає систематичного опису національного одягу кримських караїмів з відповідним ілюстрованим матеріалом. У сімейних альбомах та різних виданнях можна знайти лише окремі малюнки та фотографії. 26 березня 2008 році у Львівському музеї історії релігій відбулась виставка «Кримські караїми: історія, віра, майбутнє», де було представлено жіночий та чоловічий народний одяг караїмів.